# Ana Sözü
Ana Sözü — найбільша місцева газета гагаузькою мовою.
Перший номер вийшов як додаток до газети «Советская Молдавия» у 1988 році. Там було написано, що Москва дала дозвіл на видання газети гагаузькою мовою, газета мала назву Gagauz Sözü («Гагаузьке слово»). Коли Москва дала дозвіл на видання газети, там було написано, що "відкрити газету гагаузькою мовою як додаток до газети «Советская Молдавия», нехай вона буде називатися «Gagauz Sözü». Але інтелігенція не могла зрозуміти, як писати «гагауз» чи «гагуз». Тому газета прийняла свою нинішню назву.
За період з 1988 по 2011 роки вийшло 559 номерів газети.
Головним редактором газети є гагаузький письменник, перекладач і публіцист Тодур Занет.
Перша в історії гагаузької та гагаузької преси повнокольорова газета «Ana Sözü» вийшла в світ 14 січня 2001 року.
29 березня 2013 року, через 12 років, газета «Ana Sözü» знову вийшла в кольоровому варіанті.
Газета друкується в друкарні «Universul».
Тираж 3020 примірників.
Ціна — 5 леїв.

## Друге місце в Гагаузії
За даними молдовського Центру моніторингу журналістики JBM (Jurnalizma Baamsıs Merkezi), дослідницька організація IMAS-inc провела опитування серед медіа-аудиторів у Гагаузії в місяці Горіх (лютий) - Монстр (жовтень) 2008 року.
Дослідження стосувалося визнання радіо- і телеканалів, а також щоденних, щотижневих і щомісячних газет.
Згідно з опитуванням, серед щомісячних газет на другому місці - єдина газета гагаузькою мовою "Ana Sözü". 53% респондентів знають і читають газету "Ana Sözü".

## Зовнішні посилання
- Офіційний сайт